# 2016 프로-아마농구 최강전
2016 KCC 프로-아마 최강전은 2016년 8월 21일부터 8월 28일까지 잠실학생체육관에서 진행되며 프로와 아마가 아우르는 농구대회로 프로 10개 구단과 올해 대학리그 상위 5개 학교, 신협 상무 등 16개 팀이 출전한다.

## 경기방식
- 경기 규칙은 KBL 규칙에 따라 경기가 진행되며 심판은 3심제로 진행된다.
- 선수 등록 : 프로팀은 KBL 선수등록 규정에 따라 등록된 선수가 출전가능하며 외국인 선수는 출전이 금지되며,(단. 프로팀끼리 대결하는 1차에서는 참가할 수 있다.)  아마팀은 대한농구협회의 선수등록 규정에 따라 당해년도 선수등록을 필한자로 참가신청서에 기재된 선수가 출전한다.
- 프로팀 간의 경기에서는 각 팀의 외국선수 출전(2,3쿼터 2명 출전)이 가능하다.

## 참가팀
프로팀
- 안양 KGC인삼공사
- 원주 동부 프로미
- 부산 kt 소닉붐
- 인천 전자랜드 엘리펀츠
- 창원 LG 세이커스
- 서울 SK 나이츠
- 울산 모비스 피버스
- 고양 오리온 오리온스
- 서울 삼성 썬더스
- 전주 KCC 이지스

아마팀
- 건국대학교
- 고려대학교
- 연세대학교
- 중앙대학교
- 한양대학교
- 신협 상무

## 경기 결과
| 경기               | 날짜     | 팀1                  | 득점         | 팀2                    |
| ------------------ | -------- | -------------------- | ------------ | ---------------------- |
| Game 1             | 8월 21일 | 서울 삼성 썬더스     | 83:80        | 고려대학교             |
| Game 2             | 8월 21일 | 건국대학교           | 49:83        | 창원 LG 세이커스       |
| Game 3             | 8월 22일 | 연세대학교           | 71:87        | 고양 오리온 오리온스   |
| Game 4             | 8월 22일 | 전주 KCC 이지스      | 51:71        | 신협 상무              |
| Game 5             | 8월 23일 | 부산 kt 소닉붐       | 132:140 (OT) | 서울 SK 나이츠         |
| Game 6             | 8월 23일 | 한양대학교           | 62:100       | 인천 전자랜드 엘리펀츠 |
| Game 7             | 8월 24일 | 울산 모비스 피버스   | 64:70        | 원주 동부 프로미       |
| Game 8             | 8월 24일 | 안양 KGC인삼공사     | 96:80        | 중앙대학교             |
| Game 9             | 8월 25일 | 서울 삼성 썬더스     | 62:63        | 부산 kt 소닉붐         |
| Game 10            | 8월 25일 | 창원 LG 세이커스     | 75:65        | 인천 전자랜드 엘리펀츠 |
| Game 11            | 8월 26일 | 고양 오리온 오리온스 | 86:77        | 원주 동부 프로미       |
| Game 12            | 8월 26일 | 신협 상무            | 81:74        | 안양 KGC인삼공사       |
| Game 13 (준결승전) | 8월 27일 | 창원 LG 세이커스     | 77:74        | 고양 오리온 오리온스   |
| Game 14 (준결승전) | 8월 27일 | 부산 kt 소닉붐       | 73:79        | 신협 상무              |
| Game 15 (결승전)   | 8월 28일 | 창원 LG 세이커스     | 71:84        | 신협 상무              |

### 16강전

#### 1일차
Game 1
| 2016년 8월 21일 14:00 |

|  |

| 서울 삼성 썬더스 vs. 고려대학교 |

Game 2
| 2016년 8월 21일 16:00 |

|  |

| 건국대학교 vs. 창원 LG 세이커스 |

#### 2일차
Game 3
| 2016년 8월 22일 15:00 |

|  |

| 연세대학교 vs. 고양 오리온 오리온스 |

Game 4
| 2016년 8월 22일 17:00 |

|  |

| 전주 KCC 이지스 vs. 신협 상무 |

#### 3일차
Game 5
| 2016년 8월 23일 15:00 |

|  |

| 부산 kt 소닉붐 vs. 서울 SK 나이츠 |

Game 6
| 2016년 8월 23일 17:00 |

|  |

| 한양대학교 vs. 인천 전자랜드 엘리펀츠 |

#### 4일차
Game 7
| 2016년 8월 24일 15:00 |

|  |

| 울산 모비스 피버스 vs. 원주 동부 프로미 |

Game 8
| 2016년 8월 24일 17:00 |

|  |

| 안양 KGC인삼공사 vs. 중앙대학교 |

### 8강전

#### 5일차
Game 9
| 2016년 8월 25일 15:00 |

|  |

| 서울 삼성 썬더스 vs. 부산 kt 소닉붐 |

Game 10
| 2016년 8월 25일 17:00 |

|  |

| 창원 LG 세이커스 vs. 인천 전자랜드 엘리펀츠 |

#### 6일차
Game 11
| 2016년 8월 26일 15:00 |

|  |

| 고양 오리온 오리온스 vs. 원주 동부 프로미 |

Game 12
| 2016년 8월 6일 17:00 |

|  |

| 신협 상무 vs. 안양 KGC인삼공사 |

### 준결승전

#### 7일차
Game 13
| 2016년 8월 27일 15:00 |

|  |

| 부산 kt 소닉붐 vs. 신협 상무 |

Game 14
| 2016년 8월 27일 17:00 |

|  |

| 창원 LG 세이커스 vs. 고양 오리온 오리온스 |

### 결승전

#### 8일차
Game 13
| 2016년 8월 28일 15:00 |

|  |

| 신협 상무 vs. 창원 LG 세이커스 |

| 2016 KCC 프로-아마 최강전 우승                 |
| ---------------------------------------------- |
| 신협 상무 두번째 우승 MVP : 김시래 (신협 상무) |